# Nippur
Nippur (sum. nibru(EN.LÍL)ki; akad. Nippur, Nippuru) – starożytne miasto w południowej Mezopotamii, pradawna stolica religijna Sumeru i główne miejsce kultu boga Enlila (w świątyni E-kur); obecnie stanowisko archeologiczne Niffar położone w prowincji Al-Kadisijja w Iraku, nieco na północ od miasta Afak i ok. 180 km. na południowy zachód od Bagdadu.

## Stanowisko
Na stanowisko Niffar składają się dwa telle, wschodni i zachodni, oddzielone od siebie wyschniętym korytem kanału Shatt en-Nil. Wznoszą się one na wysokość ok. 20 metrów ponad otaczającą je równinę. Północna część wschodniego tella znana jest pod nazwą Dzielnicy religijnej (ang. Religious Quarter), gdyż to tu znajdował się kompleks świątynny z ziguratem. Południowa część wschodniego tella, oddzielona od północnej części płytkim zagłębieniem, znana jest pod nazwą Wzgórza tabliczek (ang. Tablet Hill) lub Dzielnicy skrybów (ang. Scribal Quarter) z powodu dużej ilości znalezionych tu tabliczek. Szereg niskich pagórków – pozostałość murów miasta – wyznacza granicę stanowiska od strony północno-wschodniej i południowo-zachodniej. Z kierunku północno-wschodniego na południowo-zachodni stanowisko ma ponad 1,5 km. długości.

## Historia zasiedlenia

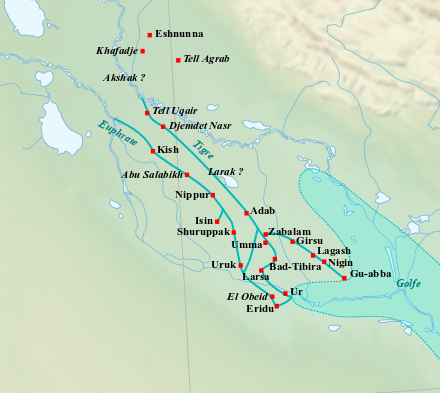
Mapa z zaznaczonym położeniem Nippur i innych ważnych miast Sumeru w okresie wczesnodynastycznym (ok. 2900-2350 p.n.e.).

Stanowisko Niffar zasiedlone było od VI tys. p.n.e. (fragmenty ceramiki z drugiej fazy okresu Ubajd znaleziono na powierzchni obu telli) aż do ok. 800 r. n.e.
W swej wczesnej historii Nippur zajmowało specjalne, wyjątkowe miejsce wśród miast Mezopotamii. Nie tylko leżało w połowie drogi między Sippar na północy i Ur na południu, a tym samym na granicy pomiędzy Akadem a Sumerem, ale było też głównym ośrodkiem religijnym Mezopotamii, miejscem, gdzie znajdowała się E-kur – świątynia Enlila, głównego bóstwa panteonu sumeryjskiego. Prawdopodobnie z powodu strategicznego położenia i religijnego znaczenia miasto to już wcześnie w swej historii stało się miastem neutralnym. Nie ma śladu w mezopotamskiej tradycji historycznej króla lub dynastii wywodzących się z tego miasta, ale niemal wszyscy władcy Sumeru i Akadu szukali potwierdzenia swych praw do rządów właśnie tam.
Miasto było duże (pod koniec III tys. p.n.e. otoczony murami miejskimi obszar obejmował ok. 135-150 ha.) i cieszyło się dostatkiem będąc miejscem ciągłych królewskich inwestycji w postaci projektów budowlanych (wznoszenie i odbudowa świątyń i murów miejskich) i ofiar/darów składanych w świątyniach. Pod koniec XVIII w. p.n.e. znaczenie miasta zaczęło się jednak zmniejszać. Być może na skutek połączonych czynników polityczno-ekonomicznych i środowiskowych, w tym susz i niestbilności koryta odnogi Eufratu nad którą leżało, Nippur doświadczyło okresów czasowych wyludnień i następujących po nich odrodzeń. Źródła pisane i archeologia wskazują na przykład, że miasto było w dużej mierze opuszczone przez ok. 300 lat, od końca XVIII w. p.n.e. aż do końca XV w. p.n.e., kiedy to odrodziło się za rządów Kasytów w XIV i XIII w. p.n.e. Podobnie Nippur wydaje się być w dużej mierze opuszczone w II i I w. p.n.e., by potem przeżyć okres odrodzenia za panowania partyjskiego króla Wologazesa II (I w. n.e.).

## Wykopaliska

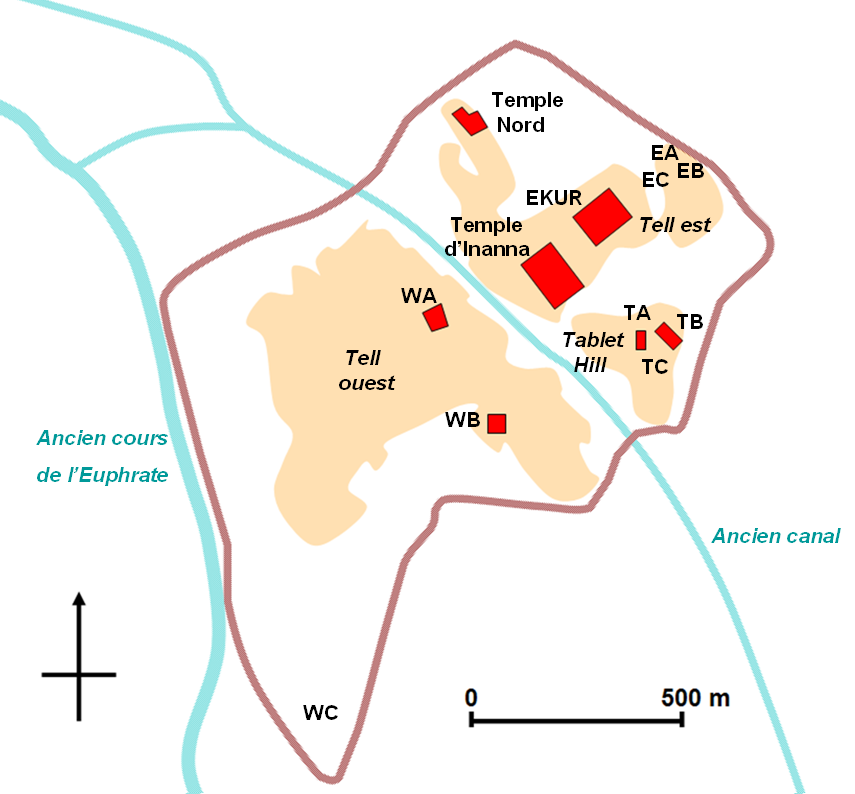
plan Niffar – stanowiska archeologicznego kryjącego pozostałości miasta Nippur

Wykopaliska prowadzone były w Nippur od samego początku dziejów prac archeologicznych w Iraku. Austen Henry Layard spędził tu dwa tygodnie w styczniu i lutym 1851 roku, ale wydaje się, że zniechęciły go rezultaty prac. Amerykańska ekspedycja archeologiczna związana z University of Pennsylvania przeprowadziła tu cztery kampanie wykopaliskowe w latach 1888-1900. W 1948 roku wykopaliska na stanowisku rozpoczęły University Museum of the University of Pennsylvania i Oriental Institute of the University of Chicago. Połączona wyprawa pod kierunkiem Donalda E. McCowna skupiła swe prace na kompleksie świątynnym z ziguratem i otworzyła dwa wykopy sondażowe (TA i TB) na Wzgórzu tabliczek. Ekspedycja kontynuowała prace przez drugi (1949/50) i trzeci (1951/52) sezony wykopaliskowe. Rezultaty opublikowane zostały w Nippur I (McCown i Haines, 1967). W trakcie trzeciego sezonu, po ukończeniu prac na terenie ziguratu i wykopami TA i TB niemal ukończonymi, połączona ekspedycja dokonała szeregu nowych wykopów sondażowych na wschodnim tellu w celu wybrania obiecujących miejsc pod przyszłe wykopaliska. Jeden z tych wykopów (E) założono ok. 325 m. na północny zachód od ziguratu. Odkryta tam sekwencja wczesnodynastycznych i akadyjskich świątyń – tzw. Północna świątynia – stała się głównym celem prac w czwartym sezonie (1953/54). University Museum wycofało się z wykopalisk pod koniec trzeciego sezonu i Baghdad School of the American Schools of Oriental Research dołączyło do Oriental Institute w czwartym sezonie sponsorując wykopaliska. Kolejny raport z wykopalisk ukazał się w Nippur II (McCown i inni, 1978). Przeprowadzone w drugim i trzecim sezonie wykopaliska w wykopie B na płd.-zach. od ziguratu pozwolił odkryć pozostałości świątyni bogini Inany. Wykop ten powiększono w czwartym sezonie i świątynia Inany była głównym miejscem prac w sezonach 5-7. W 8 sezonie (1962/63) ekspedycja kontynuowała prace w dolnych warstwach świątyni Inany. Richard C. Haines, który wcześniej był architektem ekspedycji, stał się kierownikiem prac. Opublikowano jedynie wstępne raporty z wykopalisk w świątyni. Po dwuletniej przerwie kolejne prace w Nippur Oriental Institute rozpoczął w listopadzie 1964 roku. W 9 i 10 sezonie ekspedycja pod kierunkiem Jamesa Knudstada skupiła się na dużej partyjskiej fortecy, której pozostałości pokrywały kompleks z ziguratem. Miało to być wstępem do wykopalisk w samej świątyni E-kur. Z powodów politycznych prace te musiały być jednak wstrzymane. Opublikowano tylko raporty wstępne. Oriental Institute wznowił prace w Nippur na początku lat 70.  W 11 (1972/73) i 12 (1973) sezonie archeolodzy pod kierunkiem M. Gibsona pracowali w dwóch wykopach na tellu zachodnim (WA i WB). Archeolodzy kontynuowali tu prace w 13 sezonie (1975), ale zaczęli też prace w wykopie WC w południowo-zachodnim  końcu tella zachodniego. Celem pracy w wykopie WC miało być odkrycie pozostałości murów miejskich, ale odkryto tam też duży budynek z okresu kasyckiego i serię domów prywatnych z VII w. p.n.e. Archeolodzy kontynuowali prace w wykopie WC w 14 (1978) i 15 (1981/82) sezonie, badając przebieg murów miejskich. Raport z wykopalisk w wykopie WC opublikowany został w Nippur III (Zettler, 1993). W 16 sezonie (1985) kontynuowano prace w południowym końcu tella zachodniego. W 17 sezonie (1987) kontynuowano prace przy zachodnich murach miejskich (WC). Rozpoczęto też prace wykopaliskowe przy murach miejskich od strony wschodniej stanowiska (EA, EB, EC) i na niskim islamskim tellu na północny wschód od stanowiska (M). W sezonie 18 (1989) i 19 (1990) założono nowe wykopy w centrum tella zachodniego.

## Rezultaty wykopalisk

### Wzgórze tabliczek
Na Wzgórzu tabliczek już podczas wczesnych, XIX-wiecznych wykopalisk odkryto dziesiątki tysięcy tabliczek, które obejmowały teksty ekonomiczne, leksykalne i przykłady niemal wszystkich sumeryjskich dzieł literackich. Większość tych tekstów pochodziła z archiwów z dwóch domów prywatnych. Ekspedycja University of Pennsylvania założyła na Wzgórzu tabliczek dwa wykopy: TA i TB. Wykop TA zlokalizowany był mniej więcej w centrum wzgórza, natomiast wykop TB założono ok. 30 metrów na północny wschód od TA. Pozostałości odkryte w TA i TB obejmują okres niemal 2 tysięcy lat, od czasów dynastii akadyjskiej aż do okresu achemenidzkiego. W obu wykopach odkryto domy prywatne. Charakter pozostałości w TB zmieniał się jednak w czasie. Budynki odkryte w najniższych, najwcześniejszych warstwach (XIII-X) były prawdopodobnie domami prywatnymi. Zostały one zastąpione dużym budynkiem o charakterze publicznym, który przebudowywany był czterokrotnie (IX-IV). Ten z kolei zastąpiony został w ostatnich warstwach znów domami prywatnymi.

### Świątynia Inany
W świątyni tej odkryto najdłuższą ciągłą sekwencję architektoniczną w Mezopotamii. Dwadzieścia dwie warstwy archeologiczne obejmują chronologicznie okres od środkowego okresu Uruk (IV tys. p.n.e.) do późnego okresu partyjskiego (pierwsze wieki naszej ery). Świątynie wczesnodynastyczne (warstwy IX-VII) miały rzadko spotykany plan z dwoma sanktuariami. Odkryto w nich płytki kamienne pokryte reliefami, rzeźby i gliniane odciski pieczęci. Szczególnie interesujące były też świątynie z warstw z okresu partyjskiego, które wskazywały na kontynuację miejscowych kultów i tradycyjnej mezopotamskiej architektury świątynnej.

### Forteca partyjska
Na obszarze, na którym znajdował się zigurat, wzniesiona została w okresie partyjskim twierdza. Wykopaliska pokazały, że przeszła ona trzy wyraźne fazy rozwoju. W ostatniej fazie (III) w północnej części twierdzy znajdował się monumentalny kompleks z dziedzińcami i czterema ejwanami. Wszystkie fazy rozwoju twierdzy datowane są na I i II w. p.n.e.

### Tell zachodni
Wykopaliska w wykopie WA dostarczyły sekwencji świątyń od końca okresu Ur III aż do okresu achemenidzkiego. M. Gibson zasugerował na podstawie odkrytych tu inskrypcji i figurek, iż świątynia w wykopie WA była poświęcona bogini Guli, małżonce boga Ninurty. W wykopie WB dolne poziomy zawierały domy prywatne, które zajmowane były przez ok. 50 lat, od końca panowania Rim-Sina I (1822-1763 p.n.e.) do czasów Samsu-iluny (1749-1712 p.n.e.). Kasycki pałac (warstwa II), datowany na XIII w. p.n.e., z planem podobnym do tego z Dur-Kurigalzu (obecnie stanowisko Akarkuf) odkryto ponad domami starobabilońskimi. Był on najprawdopodobniej rezydencją kasyckiego gubernatora. W południowo-zachodnim końcu tella zachodniego, w obszarze WC, odkryto pozostałości muru miejskiego oraz duży kasycki dom zawierający dziedziniec, pokój przyjęć i część domową.

## Lista najważniejszych świątyń w Nippur

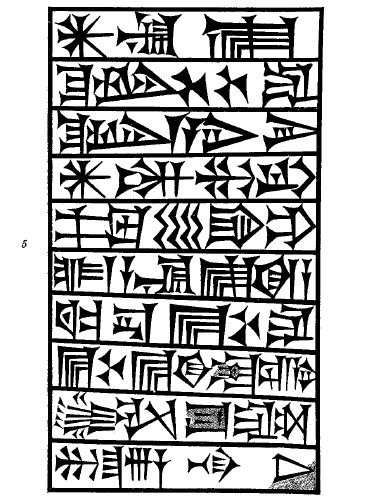
Inskrypcja babilońskiego króla Adad-szuma-usura (1216-1187 p.n.e.) dotycząca jego prac budowlanych przy świątyni E-kur w Nippur

Lista najważniejszych świątyń w Nippur znanych ze wzmianek w tekstach klinowych:
- E-kur (sum. é.kur, tłum. „Dom – góra”) – świątynia boga Enlila[8]
- E-sagdil (sum. é.saĝ.dil, tłum. „Dom tajemnic”) – zigurat boga Enlila[9]
- E-hursaggalama (sum. é.hur.saĝ.galam.ma, tłum. „Dom – umiejętnie wzniesiona góra”) – cella boga Enlila na szczycie ziguratu[10]
- E-baradurgara (sum. é.bara2.dur2.ĝar.ra, tłum. „Dom – podstawa tronu”) – świątynia Inany[11]
- E-kiur (sum. é.ki.ur3, tłum. „Dom – zrównane miejsce”) – sanktuarium Ninlil, małżonki Enlila w E-kur[12]
- E-melamana (sum. é.me.lam2.an.na, tłum. „Dom niebiańskiego blasku”) – świątynia boga Nusku[13]
- E-urusaga (sum. é.uru3.saĝ.ĝa2) – świątynia Guli[14]
- E-szumesza (sum. é.šu.me.ša4) – świątynia Ninurty[15]

## Ważniejsze opracowania
- Armstrong J.A., The Archaeology of Nippur from the Decline of the Kassite Kingdom until the Rise of the Neo-Babylonian Empire, University of Chicago 1989.
- Cole S., Nippur in Late Assyrian Times, 750-612 B.C., University of Chicago 1990.
- Crawford V.E., Nippur, the Holy City, Archaeology 12 (1959), s. 74-83.
- Gibson M., Excavations at Nippur: Twelfth Season, Chicago 1978.
- Gibson M., Nippur (1975), Sumer 34 (1978), s. 114-121.
- Hilprecht H.V., Die Ausgrabungen in Bel-Tempel zu Nippur, Leipzig 1903.
- Keall E.J., The Signifacance of Late Parthian Nippur, University of Michigan 1970.
- Knudstad J.E., Excavations at Nippur, Sumer 22 (1966), s. 111-114; Sumer 24 (1968), s. 95-106.
- McCown D.E., Haines R.C., Nippur I: Temple of Enlil, Scribal Quarter, and Soundings, Chicago 1967.
- McCown D.E. i inni, Nippur II: The North Temple and Sounding E, Chicago 1978.
- Zettler R.L., Ur III Temple of Inanna at Nippur, Berlin 1992.
- Zettler R.L., Nippur III: Kassite Buildings in Area WC-1, Chicago 1993.